# E404号線
E404号線 (E404ごうせん、英: European route E404) はベルギーにあり、ヤブベーケ – ゼーブルッヘを結ぶ、欧州自動車道路のBクラス幹線道路。
- ベルギー
  - E40号線 – ヤブベーケ（英語版）
  - E34号線,E403号線 – ゼーブルッヘ（英語版）